# دان سيلز (سياسي)
دانيال «دان» جوزيف سيلز (مواليد 19 يونيو 1971) هو مستشار أعمال أمريكي وسياسي ديمقراطي من إلينوي. في عامي 2006 و 2008, هُزم من قبل مارك كيرك. في مسيرته الثالثة، هزمه المرشح الجمهوري روبرت دولد، في 2 نوفمبر 2010، بعد أن أخل كيرك المقعد لينجح في الترشح لمجلس الشيوخ الأمريكي.

## النشأة والتعليم والوظيفة
ولد دانييل جوزيف سيلز في 19 يونيو 1971 في شيكاغو بولاية إلينوي، كلا والديه من أصول مختلطة. انفصل والديه، تخرج من مدرسة Kenwood Academy High School في عام 1989. وهو حاصل على درجة البكالوريوس في الصحافة من جامعة بوسطن، ودرجة الماجستير في الاقتصاد الدولي والدراسات اليابانية من كلية جونز هوبكنز للدراسات الدولية المتقدمة وماجستير إدارة الأعمال من جامعة شيكاغو. يعيش هو وزوجته ميا في ويلميت مع بناتهما الثلاث.
بعد حصوله على درجة البكالوريوس، قام سيلز بتدريس اللغة الإنجليزية في اليابان من 1993 إلى 1995. من 1997 إلى 1998 كان متدربًا في الإدارة الرئاسية (PMI)، حيث عمل كمساعد وزير التجارة وكمساعد للسيناتور جو ليبرمان. عمل في مجال التسويق في Sprint من 2001 إلى 2003 وكان مدير التسويق في General Electric Commercial Finance من 2003 حتى أخذ إجازة للترشح للكونغرس في 2005.
في عام 2009، أصبح سيلز استشاري لـ Civic Consulting Alliance و The Point، وهي خدمة عبر الإنترنت تساعد المؤسسات الخيرية والحملات العامة في جمع التبرعات. كما عمل محاضرًا في جامعة نورث وسترن في إيفانستون ، إلينوي.
في عام 2011، تم تعيين سيلز من قبل حاكم ولاية إلينوي بات كوين ليكون مساعد مدير وزارة التجارة والفرص الاقتصادية في إلينوي.

## حملات للكونجرس

### 2006
قام سيلز بالترشح ضد محامي وينيتكا ومفوض مجلس بارك السابق زين سميث لترشيح الحزب الديمقراطي في الدائرة العاشرة للكونغرس. سلط سميث الضوء على افتقار سيلز للخبرة في المكتب المنتخب مسبقًا وموقعه خارج حدود المنطقة العاشرة. في نهاية المطاف، فاز بنسبة 71٪ مقابل 29٪.
بعد فوزه الأولي، واجه سيلز عضو الكونجرس الحالي مارك كيرك لمدة ثلاث فترات. ركز على عدم الرضا الشعبي عن حرب العراق والفضائح التي ابتليت بالعديد من أعضاء الكونجرس الجمهوريين. كما حاول ربط كيرك بالجمهوريين الوطنيين، مدعيا أنه صوت مع الأغلبية الجمهورية بنسبة 80 ٪ركز كيرك على القضايا المحلية وجادل بأنه انفصل عن الحزب الجمهوري في العديد من القضايا مثل السيطرة على الأسلحة، وأبحاث الخلايا الجذعية والإجهاض. خسر في النهاية أمام كيرك بنسبة 53٪ مقابل 47٪.
بعد خسارته في عام 2006 لصالح كيرك، أدرج سيلز مهنته على أنه «مستشار أعمال». كما قام بتدريس مقرر في السياسة العامة في مدرسة جامعة نورث وسترن للتعليم المستمر في ربيع عام 2008.

### 2008
أعلن سيلز في يونيو 2007 أنه سيرشح نفسه للكونغرس في الدائرة العاشرة مرة أخرى. في الانتخابات التمهيدية واجه جاي فوتليك، المسؤول السابق في إدارة كلينتون. تمت المصادقة على سيلز من قبل السناتور الأمريكي ديك دوربين. أثار فوتليك قضية الإقامة مرة أخرى خلال مقابلة مع هيئة تحرير Chicago Tribune، والتي رد عليها سيلز: «إذا كنت مليونيراً، يمكنني بالتأكيد شراء منزل جديد، [لكن] لست مليونيراً، وإذا كنت تريد المزيد من أصحاب الملايين في الكونجرس، أنا لست رجلك». يتطلب دستور الولايات المتحدة أن يكون المرشحون للكونغرس من سكان الولاية التي تم انتخابهم منها، ولكنه لا يتطلب إقامة في المنطقة. يقع منزل سيلز على بعد 0.3 ميل خارج الحي العاشر، في الحي التاسع الذي يمثله جان شاكوسكي. زعم فوتليك أن سيلز لا يستحق فرصة أخرى لأنه خسر أمام كيرك بست نقاط. في 5 فبراير 2008، فاز سيلز في الانتخابات التمهيدية بنسبة 81 ٪ من الأصوات.
جمع كل من كيرك وسيلز مبالغ كبيرة من المال. يعتبر السباق من أكثر السباقات تنافسية في البلاد؛ كان سيناتور إلينوي باراك أوباما المرشح الديمقراطي لمنصب الرئيس وكان من المتوقع أن يدير المنطقة بسهولة.
في الانتخابات العامة، خسر سيلز مرة أخرى أمام كيرك بنسبة 53٪ مقابل 47٪ ، على الرغم من فوز أوباما بالمقاطعة بأكثر من 20 نقطة.

### 2010
اختار كيرك التقاعد للترشح لمقعد أوباما في مجلس الشيوخ الأمريكي. هزم سيلز بفارق ضئيل ممثلة الولاية جولي هاموس في الانتخابات التمهيدية للحزب الديمقراطي، وواجه رجل الأعمال الجمهوري بوب دولد في الانتخابات العامة.
تمت المصادقة على سيلز لحملة الانتخابات العامة من قبل لجنة العمل المشترك (JACPAC) التي تدعم علاقة قوية بين الولايات المتحدة وإسرائيل؛ المنظمات المؤيدة للاختيار NARAL ومنظمة الأبوة المخططة؛ المنظمات البيئية Sierra Club و League of Conservation Voters؛ والنقابات العمالية بما في ذلك اتحاد المعلمين في إلينوي، ورجال مكافحة الحرائق المتعاونين في إلينوي، ووحدة SEIU، ومنطقة UAW 4، وAFL-CIO وعمال الاتصالات في المنطقة 4.